# نفق كوتشينغ

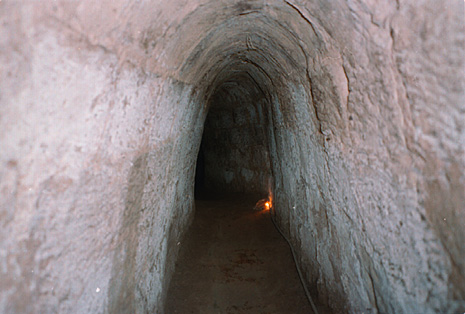
نفق كوتشينغ

نفق كوتشينغ هو نظام من الأنفاق التي تبعد 70 كيلومترا إلى الشمال الغربي من سايغون، وفيتنام. كان طول النسخة الأصلية من هذه الأنفاق أكثر من 200 كم ولكن يتم الاحتفاظ فقط 120 كلم الآن. الفيتكونغ بنيت هذه الأنفاق خلال حرب فيتنام. كانت هناك المستشفيات والمطابخ وغرف النوم وقاعات الاجتماع، وترسانات في هذه الأنفاق. في عام 1968، هاجمت قوات الفيتكونغ سايغون من هذه الأنفاق. اليوم، أنفاق كوتشينغ تعد مقصدا للسياح.